# Valentyna Semerenková
Valentyna Oleksandrivna Semerenková (ukrajinsky Валентина Олександрівна Семеренко, známá také jako Valj Semerenková; * 18. ledna 1986 Sumy) je ukrajinská biatlonistka, olympijská vítězka z ženské štafety ze sočské olympiády a mistryně světa ze závodu s hromadným startem z Mistrovství světa v biatlonu 2015.
Na Mistrovství světa 2008 v Östersundu získala stříbrnou medaili s ukrajinskou ženskou štafetou, což zopakovala ještě o pět let později v Novém Městě na Moravě. Je také stříbrná medailistka z juniorského světového šampionátu z roku 2005 a také několikanásobná medailistka z evropských šampionátů.
Ve světovém poháru ve své dosavadní kariéře vyhrála dva individuální a čtyři kolektivní závody.
Biatlonistkou je i její dvojče Vita.

## Výsledky

### Olympijské hry a mistrovství světa
Wiererová je osminásobnou účastnicí Mistrovství světa v biatlonu a rovněž účastnicí dvou zimních olympijských her. Dokázala získat celkem tři tituly v závodech jednotlivců na mistrovství světa, poprvé v závodu s hromadným startem ze švédského Östersundu v roce 2019. V týmovém závodě dokázala s ženskou štafetou skončit dvakrát na bronzové pozici.
| Sezóna  | D   | Místo                | SP  | SZ  | HZ  | IZ  | ŠT  | SŠT | SZD | Věk    |
| ------- | --- | -------------------- | --- | --- | --- | --- | --- | --- | --- | ------ |
| 2010/11 | MS  | Chanty-Mansijsk      | 10. | 23. | 15. | 11. | DSQ | –   | ×   | 25 let |
| 2011/12 | MS  | Ruhpolding           | 57. | DNF | –   | 49. | 6.  | –   | ×   | 26 let |
| 2012/13 | MS  | Nové Město na Moravě | 22. | 43. | DNF | 3.  | 2.  | –   | ×   | 27 let |
| 2013/14 | ZOH | Soči                 | 12. | 5.  | 12. | 18. | 1.  | –   | ×   | 28 let |
| 2014/15 | MS  | Kontiolahti          | 3.  | 19. | 1.  | 15. | 5.  | 11. | ×   | 29 let |
| 2015/16 | MS  | Oslo                 | 80. | –   | 26. | 44. | 5.  | 4.  | ×   | 30 let |
| 2016/17 | MS  | Hochfilzen           | 80. | –   | –   | –   | –   | –   | ×   | 31 let |
| 2017/18 | ZOH | Pchjongčchang        | 46. | DNS | 25. | 19  | –   | –   | ×   | 32 let |
| 2018/19 | MS  | Östersund            | 29. | 38. | –   | 36. | 3.  | –   | –   | 33 let |
| 2019/20 | MS  | Anterselva           | 36. | 43. | –   | 42. | –   | –   | –   | 34 let |
| 2020/21 | MS  | Pokljuka             | 50. | DNF | –   | –   | –   | –   | –   | 35 let |
| 2021/22 | ZOH | Peking               | –   | –   | –   | DNF | –   | 13. | ×   | 36 let |

Poznámka: Výsledky z mistrovství světa se započítávají do celkového hodnocení světového poháru, výsledky z olympijských her se dříve započítávaly, od olympijských her v Soči 2014 se nezapočítávají.

### Vítězství v závodech světového poháru

#### Individuální
| Č.                           | sezóna    | datum             | místo                    | disciplína                |
| ---------------------------- | --------- | ----------------- | ------------------------ | ------------------------- |
| 1.                           | 2013/2014 | 15. prosince 2013 | Annecy, Francie          | stíhací závod             |
| 2.                           | 2014/2015 | 15. března 2015   | Kontiolahti, Finsko (MS) | závod s hromadným startem |
| – závod na mistrovství světa |           |                   |                          |                           |

#### Kolektivní
| Č.                                                                                       | sezóna    | datum            | místo                | disciplína |
| ---------------------------------------------------------------------------------------- | --------- | ---------------- | -------------------- | ---------- |
| 1.                                                                                       | 2008/2009 | 7. ledna 2009    | Oberhof, Německo     | štafeta    |
| 2.                                                                                       | 2012/2013 | 3. ledna 2013    | Oberhof, Německo     | štafeta    |
| 3.                                                                                       | 2013/2014 | 7. prosince 2013 | Hochfilzen, Rakousko | štafeta    |
| *                                                                                        | 2013/2014 | 21. února 2014   | Soči, Rusko (ZOH)    | štafeta    |
| 4.                                                                                       | 2015/2016 | 17. ledna 2016   | Ruhpolding, Německo  | štafeta    |
| – závod na olympijských hrách od roku 2014 se nezapočítává do hodnocení Světového poháru |           |                  |                      |            |